# Дитрих III фон Момпелгард
Дитрих III (Тери III) фон Момпелгард/Монбеляр (на немски: Dietrich III 'le Grand Baron', Graf von Mömpelgard, на френски: Thierry III de Montbéliard 'le Grand Baron'; * 1205; † между 15 май 1283 и 4 септември 1283) от род „Монфокон“, е граф на Мьомпелгард/Момпелгард/Монбеляр в Бургундия-Франш Конте, господар на замък Порантрюи, фогт на Лутцел.

## Живот
Той е син на граф Ричард III дьо Монфокон, граф на Мьомпелгард († 1227) и съпругата му Агнес дьо Бургон († сл. 1223), дъщеря на граф Стефан II/Етиен II дьо Бургон († 1173, 1197?) и Юдит Лотарингска († 19 март), дъщеря на херцог Матиас I от Горна Лотарингия († 1176) и Берта Швабска (1123 – 1195).
Дитрих III наследява баща си като граф на Момпелгард около 1227 или 1228 г. През 1248 г. той основава първата болница за бедни в Момпелгард/Монбеляр, извън града, която е поставена под закрилата на папа Инокентий IV.
Когато синът на Дитрих Ричард V умира без потомство през 1278/1279 г., Дитрих завещава графство Мьомпелгард на своята правнучка Гилемета фон Нойенбург († 1317), дъщеря на Амадей фон Нойенбург († 1286), и внучка на дъщерята на Дитрих Сибила, която се е омъжила за Рудолф III фон Нойенбург.

## Фамилия
Дитрих III фон Момпелгард се жени сл. 15 май 1226 г. за Алгеарде (Аделхайд, Аликс) фон Пфирт/Ферете († сл. 1282), дама дьо Белфор от род Дом Скарпон, дъщеря на Фридрих II фон Пфирт († 1234) и фон Егисхайм. Те имат децата:
- Ричард V/ Рихард V фон Момпелгард/ дьо Монтфокон († 1278/1279), женен ок. 1255 г. за Катерина от Лотарингия († сл. 1279), дъщеря на херцог Матиас II Лотарингски († 1251) и Катарина фон Лимбург († 1255) († 1255)
- Сибила фон Момпелгард/ дьо Монтфокон († сл. 1274/пр. 30 март 1277), наследничка на Мьомпелгард, омъжена пр. 1249 г. за граф Рудолф III фон Нойенбург († 1263), син на граф Берхтолд фон Нойенбург († 1261) и Рихенца фон Фробург († ок. 1224/1225/сл. 1267)
- Агата фон Момпелгард († 1251), омъжена за Улрих IV дьо Ньофшател-Арберг (* ок. 1200; † 22 февруари 1276/28 май 1278), син на граф Улрих III фон Нойенбург-Нидау († 1225)
- Маргерита фон Момпелгард († сл. 1259), омъжена пр. 1255 г. за Ричард/Рихард I дьо Ньофшател († 1259), господар на Клемонт, син на Тибот I дьо Ньофшател († 1268) и Петронила фон Пфирт, Даме де ла Ферте-Сус-Ваданс
- Беатриса фон Момпелгард († 1249), омъжена за Ед/Одо д’Аргел